# رئیس‌جمهور فیلیپین
رئیس‌جمهور فیلیپین (فیلیپینی: pangulo ng Pilipinas که گاهی به عنوان presidente ng Pilipinas شناخته می‌شود) رئیس دولت فیلیپین است. رئیس‌جمهور شاخه اجرایی دولت فیلیپین را رهبری می‌کند و فرمانده کل نیروهای مسلح فیلیپین است. رئیس‌جمهور مستقیماً توسط مردم انتخاب می‌شود و یکی از تنها دو مقام اجرایی منتخب ملی است که نفر بعدی معاون رئیس‌جمهور فیلیپین است. با این حال، چهار معاون رئیس‌جمهور به دلیل فوت یا استعفای بین دوره‌ای ریاست‌جمهوری، بدون برگزاری انتخاب به سمت ریاست جمهوری منصوب می‌شود.
فیلیپینی‌ها عموماً رئیس‌جمهور خود را در زبان محلی خود به عنوان پانگولو یا رئیس‌جمهور می‌نامند. رئیس‌جمهور به یک دوره شش ساله محدود می‌شود. هیچ‌کس که بیش از چهار سال دوره ریاست جمهوری را سپری کرده باشد، اجازه ندارد مجدداً نامزد شود یا خدمت کند. بونگبونگ مارکوس در ۳۰ ژوئن ۲۰۲۲ به عنوان هفدهمین رئیس‌جمهور و رئیس‌جمهور فعلی سوگند یاد کرد.

### کتابشناسی - فهرست کتب
- Borromeo, Soledad Masangkay; Borromeo-Buehler, Soledad (1998). The Cry of Balintawak: A contrived Controversy: A Textual Analysis with Appended Documents. Ateneo de Manila University Press. ISBN 978-971-550-278-8.
- Halili, Christine N; Halili, Maria Christine (2004). Philippine History. Rex Bookstore, Inc. ISBN 978-971-23-3934-9.